# ردپای شیطان
ردپای شیطان (انگلیسی: Career of Evil) سومین رمان از مجموعهٔ «کورمورن استرایک» پس‌از آوای فاخته و کرم ابریشم است که توسط جی.کی. رولینگ نوشته و با نام مستعار رابرت گالبریت به چاپ رسید. این کتاب نخست در ۲۰ اکتبر ۲۰۱۵ در آمریکا و سپس در ۲۲ اکتبر همان‌سال در انگلستان منتشر شد.
بیشتر قسمت‌های این رمان از منظر یک آدم‌کشی زنجیره‌ای حکایت و در این میان به موضوعاتی چون اختلال‌های روانی، جنایت و مانند آن پرداخته شده است.
در داستان این کتاب، رابین الاکوت پس از دریافت بسته مرموزی، در کمال وحشت، می‌فهمد که پای قطع شده زنی را برایش فرستاده‌اند. استرایک اگر چه به اندازه او متعجب نمی شود، بیش از او احساس خطر می کند. ۴ نفر از آشنایان گذشته اش را به یاد می آورد که چنین کارهای خشونت آمیز و بی رحمانه‌ای از آنها بر می‌آید. «آوای فاخته» نخستین و «کرم ابریشم» دومین اثر از مجموعه داستان های کارآگاه کورمورن استرایک است و حالا ترجمه سومین کتاب با محوریت این شخصیت چاپ شده است.
در ادامه داستان «ردپای شیطان» با تمرکز پلیس بر یکی از مظنون ها که استرایک به طور فزاینده ای اطمینان پیدا می کند دستی در این جنایت ندارد، او و رابین دست به کار شده، به کاوش در دنیای تاریک و پیچیده سه مظنون دیگر می پردازند. اما با وقوع حوادث هولناک دیگر، فرصتی برای ادامه تحقیقاتشان باقی نمی‌ماند…
این رمان، داستان شیطانی مرموز با حوادث غیرمنتظره پیش‌بینی ناپذیر است که به طور همزمان، زن و مردی را در عرصه زندگی خصوصی و حرفه‌ای، در تقابل با یکدیگر قرار می دهد.
بنابر اظهار رولینگ، کتاب‌هایی که با نام گالبریث منتشر می‌شود، بیش از هفت جلد خواهد شد.